# Flemingia brevipes
Flemingia brevipes är en ärtväxtart som beskrevs av William Grant Craib. Flemingia brevipes ingår i släktet Flemingia och familjen ärtväxter. Inga underarter finns listade i Catalogue of Life.